# Vidmantas Povilionis
Vidmantas Povilionis (*  29. Mai 1948 in Kaunas) ist ein litauischer Politiker und Diplomat.

## Leben
Nach dem Abitur 1966 an der Jonas-Jablonskis-Mittelschule absolvierte Vidmantas Povilionis ab 1971 ein Diplomstudium der Chemietechnologie am Kauno politechnikos institutas. 1973 wurde er wegen antisowjetischer Tätigkeit in der Litauischen SSR festgenommen und verurteilt. Bis 1975 war er in den Lagern Baraschewo und Potma in der Mordwinische ASSR inhaftiert. Von 1988 bis 1990 studierte er in der Aspirantur. Von 1990 bis 1992 war er Deputat des Seimas, von 1994 bis 1997 Konsul in Sejny (Polen), von 1997 bis 2001 Botschafter in Griechenland.
Povilionis ist mit der Volksmusikerin Veronika Povilionienė (* 1946) verheiratet.